# Лестница Селарона
Лестница Селарона (порт. Escadaria Selarón) — лестница высотой 125 метров, с 215 ступенями, достопримечательность в Рио-де-Жанейро, которую создал чилийский художник Хорхе Селарон (1947—2013). Официально лестница известна как улица Мануэля Карнейро. Она ведет из района Лапа в район Санта-Тереза.

## История
В 1980 году Селарон переехал в Рио-де-Жанейро, поселился в не очень престижном месте, в Лапе, в доме на лестнице. Он решил сделать из этой лестницы произведение искусства. В 1990 году он приступил к работе. Он рисовал картинки, в примитивном стиле, на которых всегда изображались беременные женщины или он сам, также беременный. Продавая эти картинки за 10-20 реалов (тогда 5-10 долларов), покупал на эти деньги плитку и в определенном порядке, в соответствие со своими идеями, ее укладывал. Он расписывал изразцы своими рисунками и вписывал их в свою работу. Лестница постепенно приобретала славу. Туристы со всего мира стали привозить ему плитку, тарелочки, он с удовольствием находил для них место. Потянулись журналисты и фотографы. Его лестница стала появляться на страницах журналов и в передачах о путешествиях. Он стал знаменитостью. Но слава не портила его. Селарон вставал с рассветом солнца, начинал свою работу и работал до тех пор, пока света было достаточно. Ему ничего не было нужно для себя. На нем были неизменные красные шорты, в течение 23 лет его можно было ежедневно от рассвета до заката встретить на этой лестнице. Можно было поговорить, он с удовольствием общался с туристами. По мере завершения работы, идея преображалась. Он посвятил свою работу городу и говорил, что она закончится только в день его смерти. Так и случилось, 10 января 2013 года, он был найден мертвым на ступенях своей лестницы. Официальная версия властей — самоубийство.